# ALL or NOTHING
『ALL or NOTHING』（オール オア ナッシング）は、日本の男性アイドルグループ・嵐のライブ・ビデオ。2002年6月12日にJ Stormから発売された。

## 概要
2001年12月から2002年1月まで行われたアリーナツアー「ARASHI All arena tour "Join the STORM"」から2002年1月開催の横浜アリーナ公演ダイジェスト映像をベースに、DVD企画や、新曲「ALL or NOTHING」のMVを収録したVHS/DVDである。
DVD盤ではメンバーのソロ曲がフルで収録されているが、VHS盤ではソロ曲はショートバージョンでの収録となっている。
本作収録の「恋はブレッキー」、「DANGAN-LINER」、「サワレナイ」は、後に5thベストアルバム「5×20 All the BEST!! 1999-2019」初回限定盤2特典DVD「ARASHI LIVE CLIPS」にも収録された（本作未収録の「野性を知りたい」も収録された）。
また「ALL or NOTHING」は、後にミュージック・ビデオ集「5×20 All the BEST!! CLIPS 1999-2019」初回限定盤にも収録された。

## 収録曲
※カッコ内は原曲アーティスト。
1. 時代
2. 君のために僕がいる
3. ココロチラリ
4. ナイスな心意気
5. ALL or NOTHING
  - 本作の表題曲

2ndアルバム『HERE WE GO!』にVer.1.02が収録された。
6. 疲れちゃダメドレー
  1. 恋はブレッキー
  2. DANGAN-LINER
  3. サワレナイ
7. リグレス・オブ・プログレス - 二宮和也
作詞：二宮和也
作曲：堂本剛
8. bite the LOVE（少年隊）- 大野智
9. 今夜はブギーバック（小沢健二とスチャダラパー）- 櫻井翔
10. 羊を数えても夜は終わらない（Dragon Ash）- 相葉雅紀
11. One more time, One more chance（山崎まさよし）- 松本潤

## ツアー日程
- アリーナツアー『ARASHI All Arena tour"Join the STORM"』について記述。

|        | 開催日時 | 開演時間 | 会場                   |
| 2001年 | 2001年   | 2001年   | 2001年                 |
| ------ | -------- | -------- | ---------------------- |
| 1      | 12月23日 | 14:00    | 名古屋レインボーホール |
| 1      | 12月23日 | 17:30    | 名古屋レインボーホール |
| 1      | 12月24日 | 14:00    | 名古屋レインボーホール |
| 1      | 12月24日 | 17:30    | 名古屋レインボーホール |
| 2002年 |          |          |                        |
| 2      | 1月2日   | 17:30    | 横浜アリーナ           |
| 2      | 1月3日   | 14:00    | 横浜アリーナ           |
| 2      | 1月3日   | 17:30    | 横浜アリーナ           |
| 2      | 1月4日   | 14:00    | 横浜アリーナ           |
| 2      | 1月4日   | 17:30    | 横浜アリーナ           |
| 3      | 1月6日   | 14:00    | 大阪城ホール           |
| 3      | 1月6日   | 17:30    | 大阪城ホール           |
| 3      | 1月7日   | 12:00    | 大阪城ホール           |
| 3      | 1月7日   | 15:30    | 大阪城ホール           |